# Manuel Antonio Álvarez
Manuel Antonio Álvarez (Gascas?, Cuenca, ca. 1740-Gascas o Madrid, 8 de noviembre de 1814) fue un bibliotecario con el cargo de ayuda de la furriera del número de oficio de la Casa Real de España, al cargo de la Real Biblioteca privada bajo los reinados de Carlos III y su hijo Carlos IV.
Hijo de Miguel Álvarez y de Isabel Pertierra, su familia era de la localidad de Gascas de Alarcón, provincia de Cuenca, por lo que muy probablemente nació allí hacia 1740. Casó en primeras nupcias con María Rosa Navarro y en segundas con Clara Ambite, con la que tuvo dos hijas, María Carlota y Manuela.

## Trayectoria en las librerías de la Casa Real
Por su expediente personal, consta que desde 1767 "cuidó de las librerías de los Príncipes" de Asturias y por su buen hacer al respecto se le nombra en 8 de marzo de 1783 mozo de la furriera. Años después, ya con Carlos IV, es mozo de oficio de número de la furriera, desde el 8 de febrero de 1789. Aparte de la librería de los Príncipes de Asturias, desde 1769/70 servía en la de Su Majestad.
Según un memorial de 1790, dice que en los años anteriores ha llevado los libros del Buen Retiro al que se llamó Palacio Nuevo, actual Palacio Real de Madrid, es decir, desde el Palacio del Buen Retiro
, en el que residió la Familia Real desde el incendio del viejo Alcázar en 1734 hasta que a mediados de los años sesenta Carlos III se traslada al nuevo palacio. También indica que se trajo de Segovia los libros que fueron del conde de Mansilla, Manuel Antonio Campuzano y Peralta, y de Aranjuez la del chantre de Teruel Joaquín Ibáñez García, ambas se compraron tras la muerte de sus propietarios para la Librería de Cámara. Manifiesta que "haviendo hecho Yndices, separado prohividos y duplicados y arreglado las dichas librerías", se ocupó de dichos fondos bibliográficos. En efecto, consta que ediciones ya existentes en la Real Biblioteca, al menos de la de Mansilla, no se incorporaron a la misma y hoy se hallan en la Biblioteca Nacional de España, antigua Real Biblioteca Pública y en otros notables depósitos librarios.
Ambas se adquieren hacia 1787. El 2 de junio de 1788, ya muerto Ibáñez, en Aranjuez, el presbítero Pedro Leal, uno de los albaceas testamentarios, recibió 81.705 reales de vellón por la librería del aragonés. De la de Mansilla sabemos por el testamento de su hijo, que poco después de morir el padre, en 1786, la vendió la viuda, doña Ana de Peralta: "...la Librería, que la ha vendido mi señora madre después de la muerte de su Esposo y mi Padre, a nuestro Augusto Soberano el Señor Don Carlos Quarto en ocho mil Ducados...". Ambos ingresos fueron varios miles de libros y Álvarez supo hacer frente a tan voluminosa adquisición. De hecho, desde 1789 como mozo de oficio de Furriera adscrito a la biblioteca de Cámara 15 reales diarios, al año 5475, y, aparte, por mozo de Furriera en sí, otros 4.400 reales. En 1790 se ocupaba además de las de la reina María Luisa de Parma, Príncipe de Asturias e Infantes. Asimismo custodiaba alhajas y tapicerías de la Casa Real.
En 1794 es Ayuda de la Furriera y en 1801 se le nombra titular de plaza supernumeraria de Ayuda, para en 1802 ser Ayuda de Furriera del número de oficio. Al año siguiente consta que cobraba 1350 reales por llevar la librería del rey y 1.100 por la de la reina. Moriría al poco de reinstaurarse la monarquía borbónica en la persona de Fernando VII, en 1814, concretamente el 8 de noviembre. Fue tío carnal del también servidor real José Ángel Álvarez Navarro, que estuvo asimismo al cargo de la Librería de Cámara.